# Roger Daltrey
Sir Roger Harry Daltrey (Londra, 1º marzo 1944) è un cantante, attore, chitarrista e armonicista britannico, noto per essere il cantante del gruppo rock The Who.

## Biografia
Ha ottenuto anche un discreto successo come artista solista sin dal suo esordio nel 1973 con l'album Daltrey.
Nel 1974 viene scelto da Ken Russell per il ruolo di protagonista in Tommy nel film ispirato all'omonima opera rock degli Who e, a seguito della buona interpretazione, anche per Lisztomania.

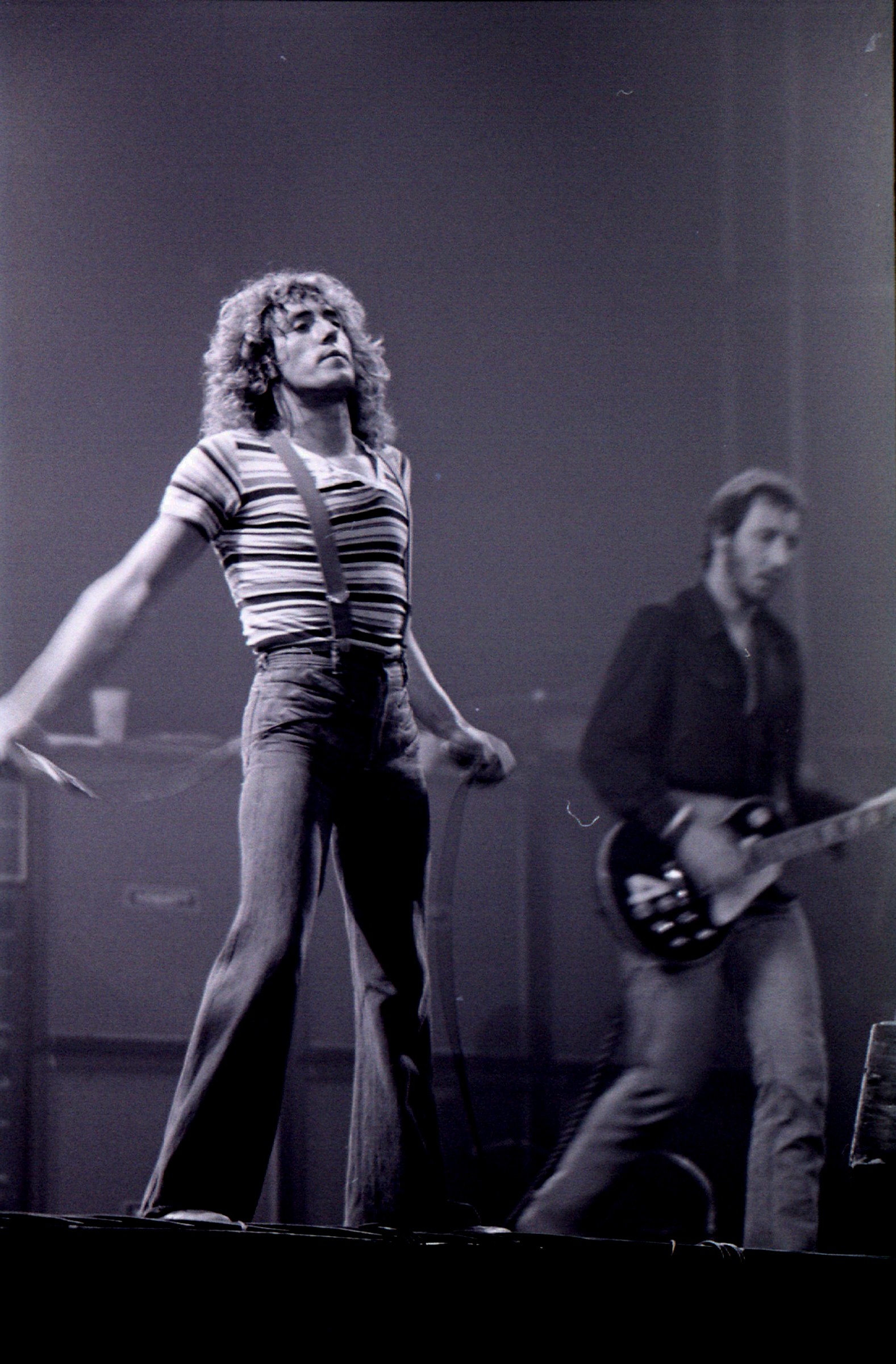
Roger e Pete sul palco

Nel 1975 pubblica Ride a Rock Horse che vince il premio come migliore copertina dell'anno.
Nel 1983 partecipa, nel ruolo di Macheath, alla ripresa video di L'opera del mendicante (The Beggar's Opera), lavoro teatrale del 1728 (libretto di John Gay e arrangiamenti di Johann Christoph Pepusch), con la regia di Jonathan Miller, poi pubblicato in DVD. Di fatto è una vera e propria opera lirica, anche se è tradizione consolidata affidarne alcuni ruoli anche a cantanti di altra estrazione musicale. Il ruolo sostenuto da Daltrey è solitamente affidato a tenori o baritoni.
Dopo lo scioglimento degli Who alterna una carriera solista, non proprio brillante, ad apparizioni teatrali e televisive, tra cui una presenza al Freddie Mercury Tribute Concert, dove canta, assieme ai Queen e Tony Iommi,  la canzone I Want It All in memoria dello storico frontman
Freddie Mercury. La sua è considerata una delle migliori prestazioni dell'evento.
Roger Daltrey è il prototipo del frontman di una band rock: comportamenti da macho, sfrontatezza, energia, ma anche la capacità di interpretare con intensità ballate romantiche (Giving it All Away): il tutto, unito ad una voce inconfondibile e molto potente, lo ha reso e lo rende, come dimostrato all'esibizione al Live8, uno dei più grandi e carismatici cantanti della storia del rock.
Di recente, come molti altri artisti e musicisti, ha protestato contro il premier Gordon Brown, accusato di non aiutare i musicisti. Il cantante in particolare ha chiesto l'estensione a 70 anni del copyright
Il 14 marzo 2014 esce Going Back Home album rock-blues in collaborazione con Wilko Johnson.

## Opinioni politiche

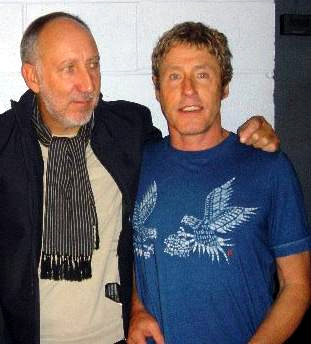
Roger Daltrey (a destra) e Pete Townshend

Daltrey supporta il Partito Laburista, ma è fortemente contrario all'immigrazione di massa, sostenendo che le attuali politiche migratorie stanno rovinando la classe lavoratrice inglese. Ha anche espresso la sua ammirazione per la regina Elisabetta II. Nel 2018 ha polemizzato nei confronti del leader Laburista Jeremy Corbyn definendolo un "comunista".
È tra le celebrità britanniche che hanno maggiormente supportato la Brexit.

## Curiosità
- Ha recitato nella puntata "Leggenda vivente" della serie tv CSI - Scena Del Crimine, nella parte di Mickey Dunn, un gangster degli anni 70 diventato leggenda dopo la sua misteriosa scomparsa.

- Ha recitato nell'ultimo episodio della prima stagione e nel quindicesimo della terza stagione di Highlander (serie televisiva) interpretando il ruolo di Hugh Fitzcairn un Immortale amico del protagonista Duncan MacLeod.

- Appare nella parte di se stesso in una puntata dello show Affari di famiglia, cantando My Generation insieme al protagonista.

## Discografia

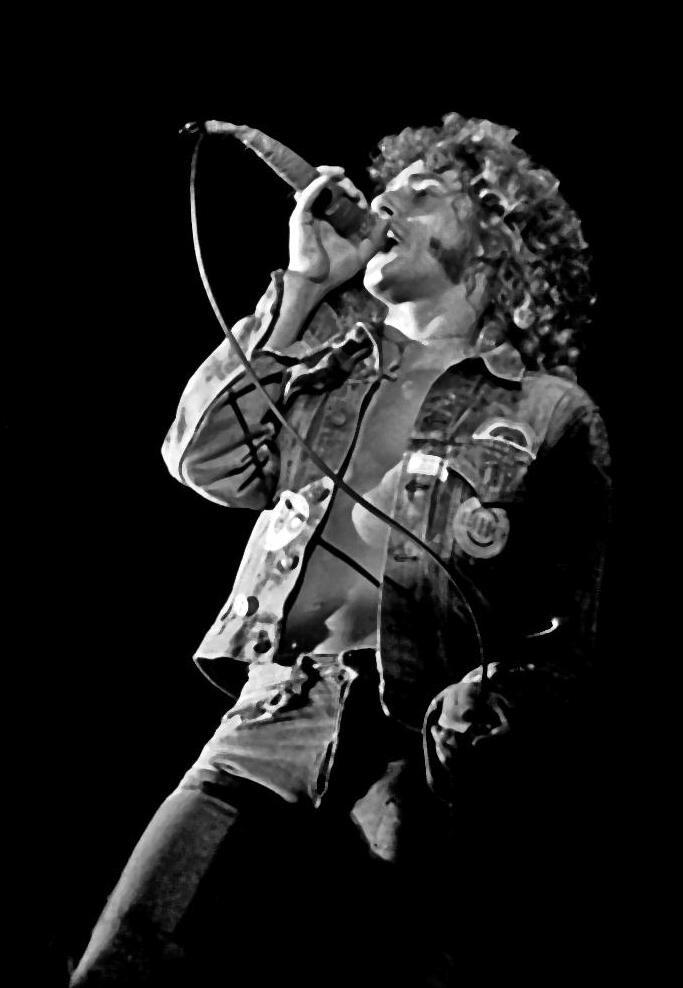
Roger Daltrey

### Con gli Who
- 1965 - My Generation (l'edizione USA è intitolata The Who Sings My Generation)
- 1966 - A Quick One
- 1967 - The Who Sell Out
- 1969 - Tommy
- 1971 - Who's Next
- 1973 - Quadrophenia
- 1975 - The Who by Numbers
- 1978 - Who Are You
- 1981 - Face Dances
- 1982 - It's Hard
- 2006 - Endless Wire
- 2019 - WHO

### Da solista
- 1973 - Daltrey
- 1975 - Ride a Rock Horse
- 1977 - One of the Boys
- 1980 - Mc Vicar
- 1984 - Parting Should Be Painless
- 1985 - Under a Raging Moon
- 1987 - Can't Wait to See the Movie
- 1992 - Rocks in the Head
- 2018 - As Long as I Have You

### Compilation e partecipazioni
- 1975 - Lisztomania, (colonna sonora)
- 1982 - Best Bits, (compilation)
- 1997 - Martyrs and Madmen, (compilation)
- 2005 - Moonlighting, (compilation)
- 2014 - Going Back Home, in collaborazione con Wilko Johnson

## Filmografia

### Attore

#### Cinema
- Tommy, regia di Ken Russell (1975)
- Lisztomania, regia di Ken Russell (1975)
- Il testamento (The Legacy), regia di Richard Marquand (1978)
- McVicar, regia di Tom Clegg (1980)
- Bitter Cherry, regia di Gregory Dark - cortometraggio (1983)
- Pop Pirates, regia di Jack Grossman (1984)
- Murder: Ultimate Grounds for Divorce, regia di Morris Barry (1984)
- The Hunting of the Snark, regia di Mike Batt (1987)
- Crime in the City, regia di James Scott - cortometraggio (1987)
- Mack the Knife, regia di Menahem Golan (1989)
- Buddy's Song, regia di Claude Whatham (1991)
- Un agente segreto al liceo (If Looks Could Kill), regia William Dear (1991)
- L'altra faccia di Chicago (Cold Justice), regia di Terry Green (1991)
- Still Life, regia di Julian Napier - cortometraggio (1993)
- Jack colpo di fulmine (Lighthing Jack), regia di Simon Wincer (1994)
- Bad English I: Tales of a Son of a Brit, regia di Michael Dangero (1995)
- Vampirella, regia di Jim Wynorski (1996)
- Like It Is, regia di Paul Oremland (1998)
- Best, regia di Mary McGuckian (2000)
- Serialkiller.com (.com for Murder), regia di Nico Mastorakis (2002)
- Johnny Was, regia di Mark Hammond (2006)

### Televisione
- One of the Boys – serie TV (1977)
- The Comedy of Errors, regia di James Cellan Jones – film TV (1983)
- The Beggar's Opera, regia di Jonathan Miller – film TV (1983)
- The Little and Large Show – serie TV, episodi 6x6 (1986)
- The Little Match Girl, regia di Michael Custance – film TV (1986)
- Buddy – serie TV, 5 episodi (1986)
- Le nuove avventure di Guglielmo Tell (Crossbow) – serie TV, episodi 1x14 (1987)
- Gentry, regia di Roy Battersby – film TV (1987)
- How to Be Cool – serie TV, episodi 1x1-1x2-1x3 (1988)
- Vittime del tempo (Forgotten Prisoners: The Amnesty Files), regia di Robert Greenwald – film TV (1990)
- Voci nella notte (Midnight Caller) – serie TV, episodi 3x15 (1991)
- I racconti della cripta (Tales from the Crypt) – serie TV, episodi 5x3 (1993)
- Lois & Clark - Le nuove avventure di Superman (Lois & Clark: The New Adventures of Superman) – serie TV, episodi 3x22 (1996)
- I viaggiatori (Sliders) – serie TV, episodi 3x16-3x17 (1997)
- Pirate Tales – miniserie TV (1997)
- Highlander – serie TV, 7 episodi (1993-1998)
- Metropolitan Police (The Bill) – serie TV, episodi 15x45 (1999)
- Magiche leggende (The Magical Legend of the Leprechauns) – miniserie TV, episodi 1x1-1x2 (1999)
- Rude Awakening – serie TV, 5 episodi (1999-2000)
- Dark Prince: The True Story of Dracula, regia di Joe Chappelle – film TV (2000)
- Chasing Destiny, regia di Tim Boxell – film TV (2001)
- That '70s Show – serie TV, episodi 4x24 (2002)
- Ai confini della realtà (Strange Frequency 2), regia di Neill Fearnley, Kevin Inch e Jeff Woolnough – film TV (2002)
- Witchblade – serie TV, episodi 1x5-2x8 (2001-2002)
- Trafalgar Battle Surgeon, regia di Justin Hardy – film TV (2005)
- CSI - Scena del crimine (CSI: Crime Scene Investigation) – serie TV, episodi 7x9 (2006)
- The Who World Tour – serie TV (2006)
- The Last Detective – serie TV, episodi 4x1 (2007)

## Doppiatori italiani
- Renato Cortesi in Best
- Claudio Fattoretto in CSI - Scena del crimine
- Massimo Wertmüller ne La commedia degli errori
- Emiliano Reggente ne La commedia degli errori (ridoppiaggio)